# Ляст, Роза Ефимовна
Ро́за Ефи́мовна Ляст (род. 1931, Магнитогорск) — советский и израильский историк-антиковед, кандидат исторических наук, профессор Хайфского университета (1979—2008), специалист по социально-экономической истории Рима периода принципата, латинской эпиграфике и истории Древней Иудеи, популяризатор науки.

## Биография
Роза Ефимовна Ляст (Дрозина) родилась в 1931 году в г. Магнитогорске. Отец Ефим Константинович Дрозин (1901—1937) происходил из семьи польских евреев. Родился в г. Друя Виленской губернии. В годы Гражданской войны переехал в Советскую Россию, где воевал в составе Железной дивизии. В 1930 году вступил в ВКП(б). После войны работал портным, бригадиром на швейной фабрике, заместителем директора фабрики. В 1937 году был арестован по обвинению в контрреволюционной работе в составе «Польской организации войскова» (ст. 58 пп. 2-6-9 и 11 УК РСФСР), осужден и расстрелян. Реабилитирован в 1961 году. Мать Дрозина (Желковская) Римма (Ревекка) Михайловна родилась в с. Деренковец Черкасского уезда Киевской губернии в семье портного. Работала приемщицей заказов на Магнитогорской швейной фабрике. В 1937 году после ареста мужа была арестована по обвинению в укрывательстве контрреволюционной шпионско-диверсионной деятельности (ст. 58 п.12 УК РСФСР) и приговорена к трем годам заключения в исправительно-трудовом лагере. Наказание отбывала в Магнитогорской тюрьме, затем в Карлаге. Реабилитирована в 1991 году. В заключении потеряла ребёнка.
После ареста родителей Роза три года провела в детдоме. Потом вместе с матерью жила в Уфе, в Подмосковье, в Горьком. Поступила в Горьковский государственный университет. В 1955 году закончила истфак ГГУ, специализировалась на древней истории. В университете познакомилась со своим будущим мужем физиком Изидором Лястом. По его словам, они вместе «заседали в комсомольском комитете… тогда в самом страшном 53-м году». Изидор, с отличием окончив ВУЗ в 1954 году, по распределению отработал три года в Горном институте в Караганде. Роза в 1956 году поступила в аспирантуру МГПУ по специальности античная история и классическая филология. В 1965 году под руководством проф. В.Н. Дьякова была защищена кандидатская диссертация «Плебс города Рима и его роль в ремесле последнего века республики».
В 1960 году Р.Е. Ляст переехала в Уфу, преподавала на истфаке Башкирского государственного университета античную историю и латынь. В 70-х годах руководила археологической практикой студентов истфака. Под её руководством были раскопаны римские гарнизонные постройки античного Херсонеса (близ Севастополя).
Вышла замуж за Изидора Ляста. В 1961 году родился сын Марк. В 1977 году Р. Е. Ляст вместе с мужем, сыном и матерью эмигрировала в Израиль. В 1979—1983 годах она преподавала латынь в Тель-Авивском университете, в 1979—2008 — в Хайфском университете, где ей были разработаны два основных учебных курса — латинский язык и латинская эпиграфика по источникам древней Иудеи. Выпустила на иврите учебники по латыни и латинской эпиграфике.
В настоящее время живёт в Бней-Браке.

## Научная деятельность
Публикации 60-70-х годов, а также кандидатская диссертация были посвящены социально-экономической истории Рима первых веков нашей эры, в частности, проблеме распространенности рабского труда в I в. до н. э., ремесленным коллегиям римского плебса на рубеже поздней республики — ранней империи (времени Принципата). В центре внимания находились профессиональные корпорации Остии II в. н. э. Основным выводом исследователя являлось признание относительно скромного участия римского плебса в ремесленном производстве Римской республики, в то время как в других городах Италии оно было гораздо более активным.
В своих работах 90-х годов Р. Е. Ляст выдвинула гипотезу, что Иисус Христос был казнён не в Иерусалиме, а в Кесарии. В период жизни в Израиле Р. Е. Ляст опубликовала 30 статей в научных международных журналах. Она участвовала с докладами в научных конференциях, в том числе в IX Международном Конгрессе по Иудаизму (Иерусалим, 1986). Вышло 20 популярных статьей на русском языке, главная тематика которых — история Иудеи в период римского владычества. Этой же тематике был посвящен цикл передач с её участием на израильском радио «РЕКА». Многие её работы были опубликованы Тель-Авивским клубом Литераторов, объединением израильских писателей, пишущих на русском.
В 2013 г. Р. Е. Ляст издала книгу «Императоры и евреи», в которой рассмотрела положение Иудеи в составе Римской империи и особенности римской политики в отношении социально-экономической и культурно-религиозной жизни провинции Иудея.

## Избранные работы
- К вопросу об аграрном законопроекте Сервилия Рулла // Учёные записки МГПИ им. В. И. Ленина. Из истории Древнего Рима. М., 1960. С. 16-30.
- К вопросу о соотношении рабского и свободного труда в ремесле римской Республики последнего века до н. э. // Вестник древней истории. 1961. № 2. С. 99-114.
- Плебс города Рима и его роль в ремесле последнего века республики. Автореферат дисс… канд. ист. наук. М., 1965.
- Манумиссии рабов-ремесленников в I в. до н. э. // Вестник древней истории. 1968. № 2.
- Новая буржуазная историография о римском плебсе позднего республиканского периода // Учёные записки БГУ. Вып. 25. Сер. ист. науки. № 4. Уфа, 1968. С. 185—200.
- Об изучении городского плебса позднереспубликанского периода Рима в советской историографии // Историческая наука на Урале за 50 лет. 1917—1967. Свердловск, 1968. С. 48-53.
- К. Маркс об особенностях античного города (На примере экономического развития Остии) // Вопросы истории. Материалы научной конференции, посвященной 150-летию со дня рождения К. Маркса. Уфа, 1969. С. 231—236.
- Организация и состав профессиональных корпораций в Остии во II в. н. э. // Вопросы всеобщей истории. Учёные записки БГУ. Вып. 49. Сер. ист. науки. № 10. Уфа, 1970. С. 135—146.
- О составе и политической роли корпораций, связанных со службами анноны в Остии (II в. н. э.) // Вестник древней истории. 1970. No 2. С. 149—161.
- Императорские рабы и отпущенники в работах П. Вивера // Вестник древней истории. 1972. № 2. С. 164—174.
- Эпиграфические данные о коллегии августалов в Остии // Античный мир и археология. Вып. 2. Саратов, 1974. С. 46-60.
- Некоторые проблемы номенклатуры рабов и отпущенников в зарубежной литературе // Античная древность и средние века. Вып. 11. Свердловск, 1975. С. 26-41.
- Особенности экономического развития Этрурии в раннеимператорский период // Проблемы социально-политической истории античности и средневековья. Вып. 1. Уфа, 1975. С. 26-41.
- Некоторые проблемы римской ономастики в новой зарубежной литературе // Вестник древней истории. 1976. № 3. С. 185—194[9].
- Помпеи в Бейт-Шеане // Загадки еврейской истории / Сост. Р. Нудельман. М.-Иерусалим: Книготоварищество «Москва-Иерусалим», 1990.
- Понтий Пилат — префект Иудеи // Ариэль. 1992. № 10.
- Кейсария, детище Ирода // Ариэль. 1993. № 16.
- Где распинали Иисуса? // Двадцать два. 1999. № 111—113. С. 182—191.
- Об антисемитизме Цицерона // Двадцать два. 2001.№ 121.
- На арене. Гладиаторы и политика в римском обществе // Двадцать два. 2004. № 132.
- Из Парфенона в Атлантиду // Двадцать два. 2007. № 143.
- Императоры и евреи. Тель-Авив: Книготоварищество «Москва-Иерусалим», 2013. 210 с. ISBN 978-965-9198
- Императоры и евреи // Артикль. 2014. № 20.
- Марк Аврелий не еврей ли? // Двадцать два. 2014. № 173.
- Император Адриан и Бар-Кохба // Артикль. 2016. № 32.
- Евреи в политике первых римских императоров // Артикль.
- Сокровищница Кейсарии // Артикль. 2017. № 36 (4).
- Потерянный триумф // Артикль. 2018. № 38 (6).
- Международный женский день… в Древнем Риме // Культурология. 2018. № 4 (87). С. 155—160.
- Юлия Береника // Двадцать два. 2019. № 178.
- Наставление по соисканию консулата // Артикль. 2019. № 42(10).
- A Pantomimus from Judea in the Roman Time — an Interpretation of a new Fragment of an Inscription from Ostia, Proceedings of the Ninth World Congress on Jewish Studies, Division B v.1, Jerusalem, 1986, 27-32.
- Ala Antiana in Scytopolis. A New Inscription from Beth-Shean (with A. Stein), Zeitshrift für Papyrologie und Epigraphik (ZPE), 81, 224—229, (1990).
- Gadare — Colony or Colline Tribe: Another Suggested Reading of the Byblos Inscription (with E. Dvorjetski), Israel Exploration Journal, 41, 157—162 (1991).
- Zvi Yavetz. Augustus. The Victory of Moderation, Tel-Aviv, 1988 (Review), VDI, 1992, No3, 225—226.
- A Roman Stamped Amphora Rim from Beth-Shean (with P. Porath), Zeitshrift für Papyrologie und Epigraphik (ZPE), 95, 52 (1993).
- A Dedication to Galerius from Scytopolis. A revised Reading (with A. Laniado, P. Porath), Zeitshrift für Papyrologie und Epigraphik (ZPE), 98, 229—237. (1993).
- Inscribed Slab from Caesarea Maritima (with A. Angert), Zeitshrift für Papyrologie und Epigraphik (ZPE), 114, 288 (1996).
- Five Unpublished Tituli Sepulcrales, Zeitshrift für Papyrologie und Epigraphik (ZPE), 125, 249—252 (1999).
- Inscribed Astragalus from Sha’ar Ha-‘Amaqim, Zeitshrift für Papyrologie und Epigraphik (ZPE), 130, 248 (2000).
- Roman Funeral Stele of a Boy Chrysanthus (with E. Gherman), Zeitshrift für Papyrologie und Epigraphik (ZPE), 130, 249—252 (2000)[11].